# Ludwig Quidde
Ludwig Quidde (Bremen, 23 de marzo de 1858 - Ginebra, 4 de marzo de 1941) fue un historiador y pacifista alemán.

## Biografía
Durante su juventud estudió en la Universidad de Gotinga y en la Universidad de Estrasburgo. Posteriormente fundó y dirigió la Deutsche Zeitschrift für Geschichtswissenschaft (1888-1894) y ejerció de secretario del Instituto Histórico Prusiano de Roma (1890-1892). 
En 1896 fue acusado de haber atentado contra el káiser y el imperialismo en su Calígula siendo detenido por poco tiempo. Inició su carrera política al ser nombrado miembro de la Dieta de Baviera en 1907. Posteriormente ocupó los cargos de diputado democrático de la Asamblea Nacional (1919-1920), presidente de la Sociedad Alemana de la Paz (1914-1929), vicepresidente de la Oficina Internacional de la Paz y cofundador de la Liga de Unión de Naciones en Alemania. 
En 1927 recibió el premio Nobel de la Paz junto al pedagogo francés Ferdinand Buisson.
Cuando los nazis asumieron el poder, se exilió a Ginebra, Suiza.

## Algunas publicaciones
- König Sigmund und das Deutsche Reich von 1410 bis 1419. 1. Die Wahl Sigmunds. Disertación, Gotinga 1881.

- Die Entstehung des Kurfürstencollegiums: Eine verfassungsgeschichtliche Untersuchung, 1884.

- Studien zur Geschichte des Rheinischen Landfriedensbundes von 1259, 1885.

- Der Militarismus im heutigen Deutschen Reich. Eine Anklageschrift. Von einem deutschen Historiker, 1893.

- Caligula. Eine Studie über römischen Cäsarenwahnsinn, 1894.

- Die bayerische Steuerreform, 1909.

- Entwurf zu einem internationalen Vertrage über Rüstungsstillstand, 1913.

- Völkerbund und Demokratie, 1922.

- Der erste Schritt zur Weltabrüstung, 1927.

- Histoire de la paix publique en Allemagne au moyen age, 1929.

- Der deutsche Pazifismus während des Weltkrieges 1914–1918 (surgido 1934-1940, de la herencia de Karl Holl unter Mitwirkung von Helmut Donat, Boppard am Rhein 1979).

- Deutschlands Rückfall in Barbarei. Texte des Exils 1933–1941. Ed. de Karl Holl. Donat Verlag, Bremen 2009, ISBN 978-3-938275-53-5 (contenida en el mismo: Deutschlands Rückfall in die Barbarei, 1933; Die Kehrseite des Friedens, 1938; Das andere Deutschland, 1941)

## Literatura
- Brigitte Maria Goldstein: Ludwig Quidde and the Struggle for Democratic Pacifism in Germany 1914–1930. Dis. New York University, 1984.

- Karl-Heinz Hense. Ein Pazifist, zu Unrecht vergessen. Zum 75. Jahrestag der Friedensnobelpreis-Verleihung an Ludwig Quidde. In: ”vorgänge N.º 159”. Opladen, septiembre de 2002, p. 97–105.

- Karl-Heinz Hense. Der Friedensnobelpreisträger Ludwig Quidde - ein liberales Vorbild. Websitio "Weltkrieg und Liberalismus" Archiv des Liberalismus der Friedrich-Naumann-Stiftung für die Freiheit.

- Karl Holl. Ludwig Quidde (1858–1941). Eine Biografie (= Schriften des Bundesarchivs. v. 67). Droste Verlag, Düsseldorf 2007, ISBN 978-3-7700-1622-8.[1]

- Michael Matheus (ed.) Friedensnobelpreis und historische Grundlagenforschung. Ludwig Quidde und die Erschließung der kurialen Registerüberlieferung (=  Bibliothek des Deutschen Historischen Instituts in Rom. v. 124). De Gruyter, Berlin/Boston 2012, ISBN 978-3-11-025955-1, doi:10.1515/9783110259551. Darin (p. 415-440): Brigide Schwarz: Die Erforschung der mittelalterlichen römischen Kurie von Ludwig Quidde bis heute.[2]

- Torsten Quidde. Friedensnobelpreisträger Ludwig Quidde. Ein Leben für Frieden und Freiheit. Berliner Wissenschafts-Verlag, Berlín 2003, ISBN 3-8305-0542-6.

- Reinhard Rürup. Ludwig Quidde. En Hans-Ulrich Wehler (ed.) Deutsche Historiker. v. 3, Vandenhoeck & Ruprecht, Gotinga 1972, p. 124–147.

- Utz-Friedebert Taube: Ludwig Quidde. Ein Beitrag zur Geschichte des demokratischen Gedankens in Deutschland. Lassleben, Kallmünz 1963.

- Hans Wehberg. Ludwig Quidde. Ein deutscher Demokrat und Vorkämpfer der Völkerverständigung. K. Drott, Offenbach am Main 1948.